# أوليفر داف
أوليفر داف (بالإنجليزية: Oliver Duff)‏ هو صحفي نيوزلندي، ولد في 28 مايو 1883، وتوفي في 2 مارس 1967.